# 普韋布洛 (科羅拉多州)
普韦布洛（英語：Pueblo），是美国科罗拉多州普韦布洛县下属的一座城市。建市于1885年11月15日，面积大约为54.427平方英里（140.964平方公里）。根据2010年美国人口普查，该市有人口106,595人。2011年估计该市有人口107,577人，相比2010年人口增长率为0.92%。同时，论人口该市是科罗拉多州第8大城市。它位於該州中南部阿肯色河畔。
美国铁路协会下属的铁道试验机构运输技术试验中心位于普韦布洛东北。

## 姐妹城市
- 中华人民共和国濰坊市
- 義大利貝加莫
- 義大利卢卡锡库拉
- 斯洛維尼亞馬里博爾
- 墨西哥奇瓦瓦市
- 墨西哥普埃布拉